# Storstörningen 1983
Storstörningen 1983 var ett strömavbrott den 27 december 1983 klockan 12.57 som drabbade praktiskt taget hela syd- och mellansverige.

## Händelseförlopp
Utgångsläget var en situation med ett underskott i elproduktion i södra Sverige vilket uppvägdes av överföring från norra Sverige via sex stycken 400-kV-ledningar samt genom import från Norge. Ett ställverksfel i Hamra utanför Enköping medförde att två stycken 400-kV-ledningar slogs ut. De återstående fyra ledningarna hade inte kapacitet att överföra tillräcklig effekt, varför spänningen snabbt sjönk i hela södra Sverige. För att klara situationen skulle delar av nätet behövt kopplas bort för att återställa balans mellan produktion och förbrukning, men förloppet gick så snabbt att detta inte lyckades, och på cirka tre sekunder hade södra Sverige mörklagts.
Vid tidpunkten för störningen var reaktorerna Oskarshamn 1 och 2, Barsebäck 1 och 2, Forsmark 1 och 2 samt Ringhals 1, 2 och 3 i drift. Ringhals 4 var avställd, och Oskarshamn 3 och Forsmark 3 var under uppförande och togs i drift först 1985. Av de nio reaktorer som var i drift snabbstoppade åtta, medan Forsmark 1 lyckades gå över i så kallad husturbindrift. Snabbstopp innebär att återstart kan ske först efter olika återställningsåtgärder vilket kan ta timmar eller dagar, medan husturbindrift innebär att kraftverket relativt snabbt åter kan gå upp i effekt när det yttre nätet återställts.
Efter drygt en halvtimme, klockan 13.35, var ledningarna till Norge och Danmark åter i funktion, och några minuter senare var större delen av storkraftnätet spänningssatt så att regionala nät kunde börja återinkopplas. Vid 14-tiden hade cirka 70 procent av de drabbade abonnenterna fått tillbaka strömmen, och vid 18-tiden var praktiskt taget alla abonnenter åter anslutna, och balans mellan förbrukning och kraftproduktion hade uppnåtts.

## Återuppbyggnad av nätet
De åtta kärnkraftsreaktorerna som snabbstoppats var åter i full produktion först dagen efter. Under tiden kompenserades bortfallet med import från Norge och Danmark, ökad produktion i många vattenkraftverk, och dessutom startades många fossileldade anläggningar, bland annat gasturbiner i södra och mellersta Sverige, samt oljekraftverken i Stenungsund och Karlshamn.

## Följder
Händelsen bidrog till att en kommission om elförsörjningens sårbarhet tillsattes, som i augusti 1984 redovisade sitt betänkande Säker el-försörjning (SOU 1984:69). Utredningen lade fram ett antal övervägande och förslag för olika områden inom elproduktion och stamnät.
Inom följande områden bedömdes förmåga och utvecklingsarbete vara ändamålsenligt och godtagbart:
- Dimensioneringskriterier och riskbedömning
- Från- och tillkoppling av elbelastning
- Rollfördelning mellan berörda organisationer

Inom följande områden föreslogs förändringar och utvecklingsinsatser:
- Driftsäkerhet i stamnätet, där ett antal förslag presenterades på hur man genom nyanläggning, modernisering, utökad skyddsutrustning, reserver för spänningsstabilisering och mer utbildning och erfarenhetsåterföring skulle kunna öka driftsäkerheten i stamnätet.
- Åtgärder i elproduktionsanläggningarna. Man fann att det var angeläget med en översyn av utlösningsvillkor för kärnkraftsblocken vid nätstörningar, samt en översyn av kärn- och värmekraftverkens förmåga till övergång till husturbindrift.[1]
- Elförsörjning inom begränsade områden (så kallad ödrift), där ÖEF och Vattenfall rekommenderades studera sådana möjligheter vid längre elavbrott